# ヘームステーデ
ヘームステーデ（オランダ語: Heemstede [ˈɦeːmsteːdə] ( 音声ファイル)）はオランダ、北ホラント州の自治体である。ハールレムやアムステルダム市民の"bedroom community" として成長した。

## 歴史
ヘームステーデは、1286年頃のSpaarne川の上に建てられたヘームステーデ城の周りに形成された町である。城主で有名な人物にはAdriaan Pauwがいる。14世紀の間に村ができたが、成長は遅く1787年の時点では、すでに別荘地として評判が高かったにもかかわらず196の家があるだけだった。17世紀や18世紀に裕福なハールレムやアムステルダム市民の夏になると町の汚い運河からの瘴気でおこるとされた「運河熱｣をのがれるために、この地に別荘を建てた。これらの建物は、Oud-Berkenroede,、Berkenrode、Ipenrode、Huis te Manpad、Hartekamp、Bosbeek、Meer en Bosch、Meer en Berg、Gliphoeveなどに現在も残っている。 

## 記念物や公園
- Groenendaal 公園:ジョン・ホープの設計で、いくつかの邸宅が公園の一部となっている。Mari AndriessenのVrijheidsbeeld (自由の女神)がある。
- ヘームステーデの道: ヘームステーデ城の地域
- ハルテカンプ:ジョージ・クリフォードの夏の別荘で、クリフォードはその庭園の植物についての著作『クリフォート邸植物』(Hortus. Cliffortianus、1738 年)をカール・フォン・リンネに作らせた。2007年にヘームステーデでリンネ生誕300年が祝われた。

## スポーツ
- RCHピングインス - 現存する中ではオランダで最も歴史がある野球チーム（1934年6月21日創設）。

## 画像

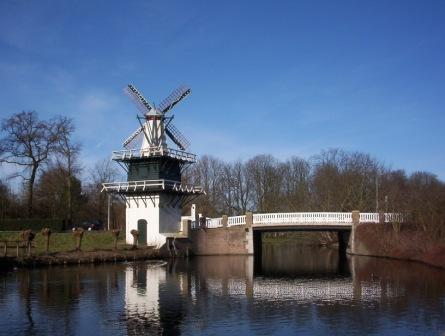
Groenendaalのランドマークの風車
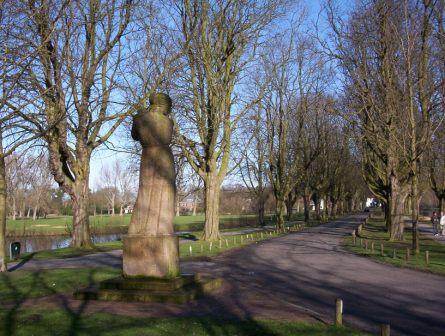
Andriessenの自由の像
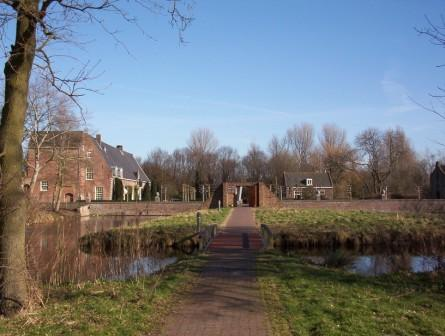
城の跡地
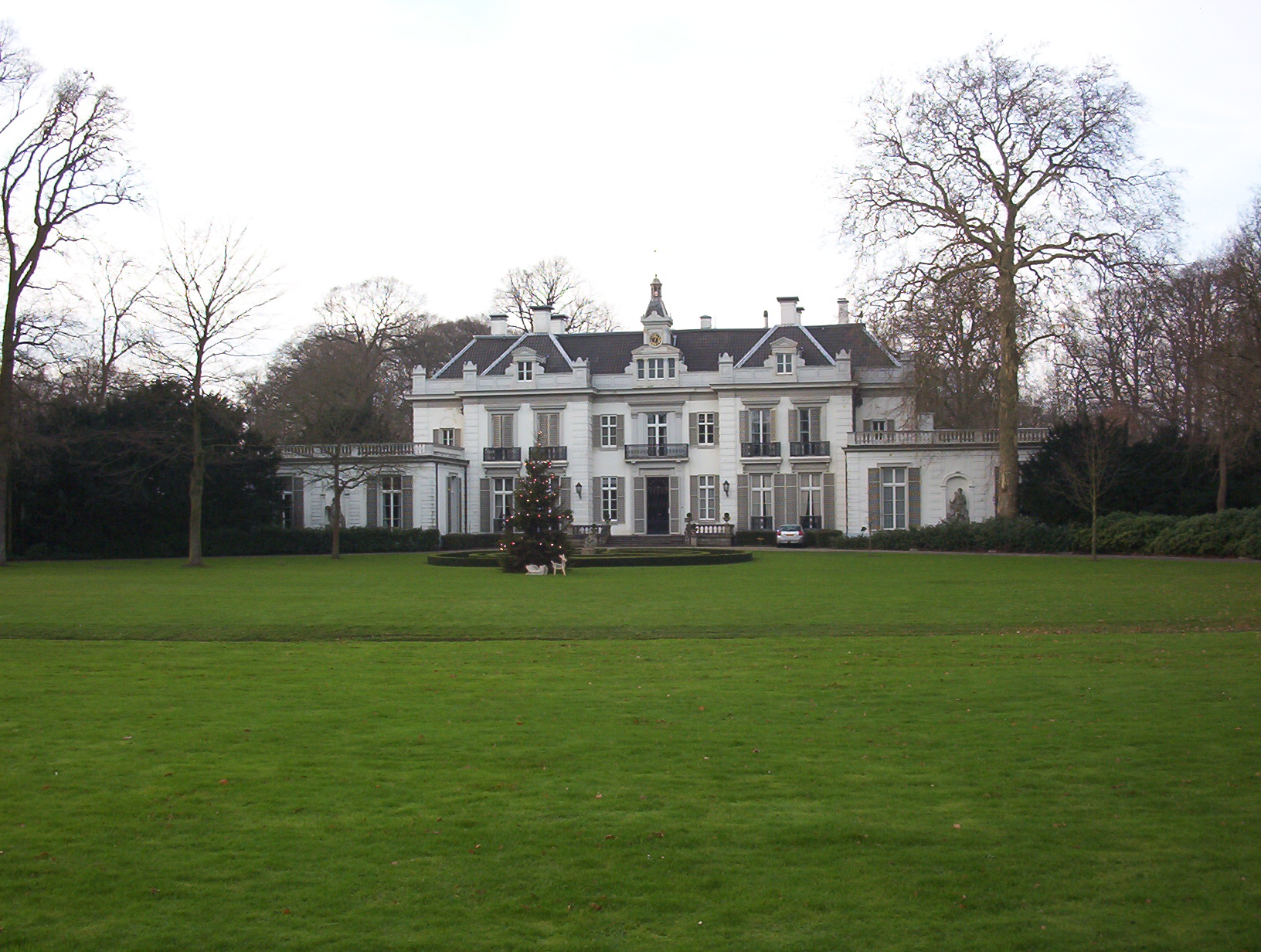
Hartekamp